# Русалівська волость
Русалівська волость (Багвянська волость) — адміністративно-територіальна одиниця Уманського повіту Київської губернії з центром у селі Багва.
Станом на 1886 рік складалася з 8 поселень, 8 сільських громад. Населення — 12599 осіб (6197 чоловічої статі та 6402 — жіночої), 1305 дворових господарств.
|                     | Площа, десятин | У тому числі орної, дес. |
| ------------------- | -------------- | ------------------------ |
| Сільських громад    | 8062           | 6537                     |
| Приватної власності | 10282          | 8487                     |
| Іншої власності     | 561            | 356                      |
| Загалом             | 18905          | 15380                    |

Поселення волості:
- Багва — колишнє власницьке село за 52 версти від повітового міста, 1199 осіб, 162 двори, православна церква, домова католицька каплиця, школа, постоялий будинок, 2 водяних і 5 вітряних млинів, винокурний завод.
- Буки — колишнє власницьке містечко при річці Гірський Тікич, 992 особи, 136 дворів, православна церква, синагога, 2 єврейських молитовних будинки, 2 постоялих двори, 8 рейнських погребів, 5 постоялих будинків, 18 лавок, 3 кузні, водяний млин, 2 солодових, свічковий, цегельний і черепичний заводи, базари по неділях.
- Буцька Антонівка — колишнє власницьке містечко при річці Гірський Тікич, 950 осіб, 170 дворів, православна церква, школа, 2 лавки, 8 водяних млинів.
- Кислин — колишнє власницьке село при річці Гірський Тікич, 875 осіб, 114 дворів, православна церква, водяний млин.
- Нова Гребля — колишнє власницьке село при річці Гірський Тікич, 1109 осіб, 143 двори, православна церква, школа, водяний млин.
- Рубаний Міст — колишнє власницьке село при струмкові, 1117 осіб, 164 двори, православна церква, школа, 3 вітряних млини.
- Русалівка — колишнє власницьке село при річці Гірський Тікич, 1897 осіб, 271 двір, православна церква, школа, 2 постоялих двори, водяний і 3 вітряних млини.
- Ризине — колишнє власницьке село при струмкові, 1547 осіб, 169 дворів, православна церква, школа, постоялий будинок, 5 вітряних і водяний млини, винокурний завод.

У 1900 році до волості входили населені пункти: Багва, Рубаний Міст, Русалівка, Нова Гребля, Кислин, Антонівка, Буки, Ризине, Софіївка. 
Того року у волості мешкало 15 688 осіб, у тому числі: чоловіків — 7837 і жінок — 7851, які відносилися до таких віросповідань: 13 097 — православні, 13 — штунди, 89 — католики, 12 — німці, 2469 — євреї. У волості на той час діяло 8 приходів: кам'яна церква і 7 дерев'яних, а також — 7 єврейських молитовних шкіл, 3 церковно-приходські школи та 7 шкіл грамотності.
За волостю тоді було закріплено 20 297 десятин чорнозему, у тому числі: під приватні володіння — 11 496, селянські наділи — 8 242 та монастирсько-церковні — 559 десятин. 
Пошта до волості надходила через містечко Буки — у понеділок і четвер.
Старшинами волості були:
- 1909—1912 роках — Прохір Степанович Тихолиз[2],[3],[4];
- 1913 року — Іван Пилипович Мельник[5];
- 1915 року — Василь Пилипович Клименко[6].